# Yeates Regio
L'Yeates Regio è una struttura geologica della superficie di Gaspra.